# Helge (Schiff)
Die Helge ist ein dänisches motorgetriebenes Passagierschiff, das seit 1924 im Einsatz ist.

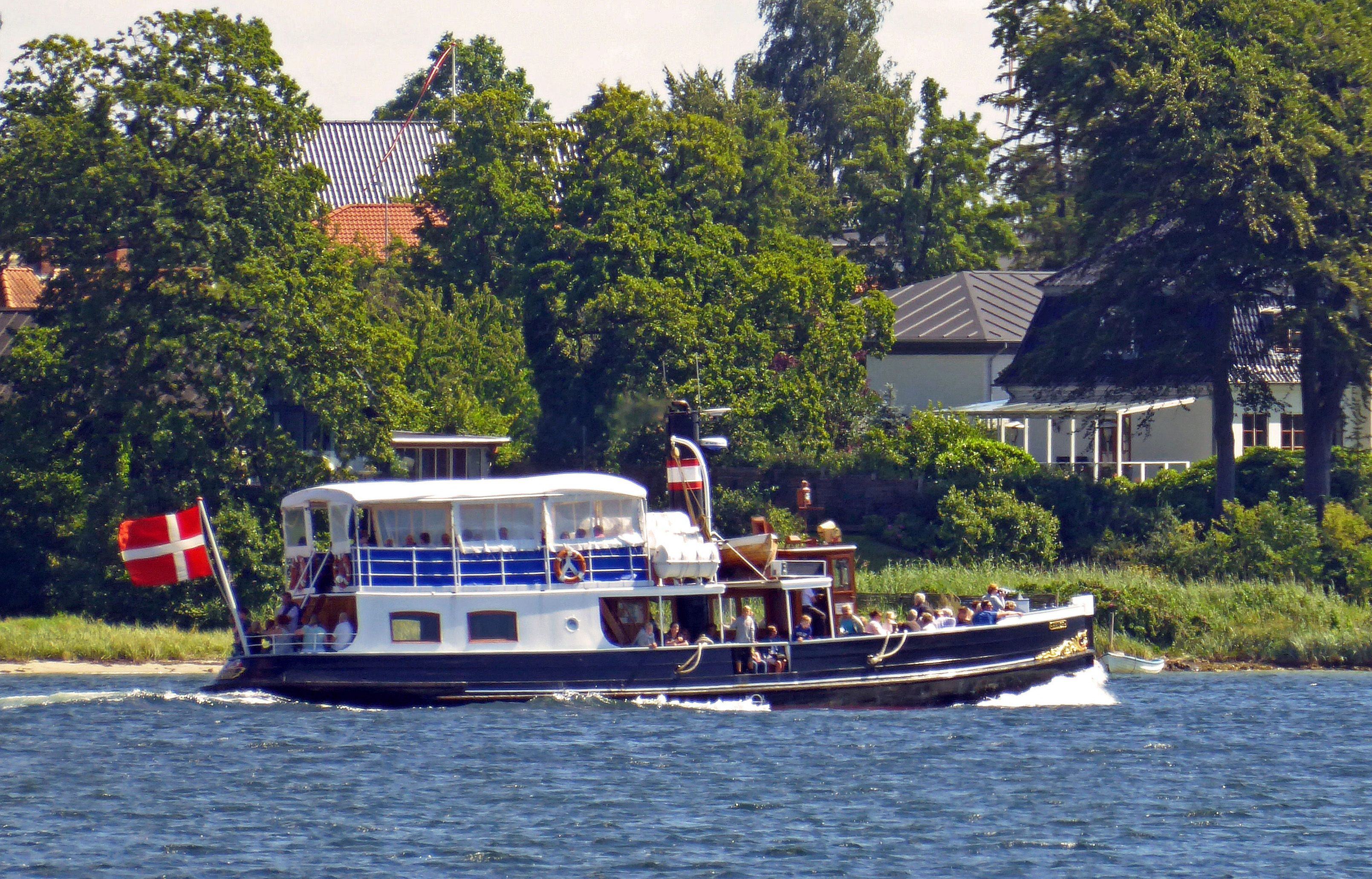
Helge 2017 im Svendborgsund

Im Mai 2012 wurde es als erhaltungswürdiges Schiff (dänisch bevaringsværdigt skib) in die Liste der erhaltungswürdigen Schiffe (dänisch Skibsbevaringsfonden) aufgenommen. Das Schiff ist im regelmäßigen Liniendienst zwischen Svendborg und Valdemars Slot über Troense und Tåsinge in der Dänischen Südsee (dänisch Sydfynske Øhav) im Einsatz.

## Fährlinie
Das Recht, zwischen Svendborg, Christiansminde und Hestehaven nach Troense und umgekehrt eine Fährlinie zu betreiben, beruhte auf einem Vertrag zwischen Carl Lensbaron Iuel-Brockdorff, der Besitzer von Stamhuset Thorseng/Taasinge, zu dem Valdemars Slot als Wohnsitz gehörte. Tåsinge og Sydfynske Dampskibsselskaber unterschrieben diesen am 12. Dezember 1899. In diesem Vertrag wurden die Fahrpreise für Erwachsene und Kinder sowie für Einzel-, Doppel- und Ermäßigungskarten sowie die Anzahl der täglichen Fahrten festgelegt.
Später legten Svendborg-Vindeby færgefart und der Reedereibetrieb der Svendborg kommune die Anzahl der Fahrten fest.

## Geschichte des Schiffes
Das Schiff wurde 1924 von der J. Ring-Andersen Skibsværft in Svendborg für die Sydfyenske Dampskibsselskab A/S (SFDS) gebaut. Die Pläne hatte der Konstrukteur Johan Weber gezeichnet.
Der Rumpf kostete 39.500 Kronen und wurde aus Holz gebaut. Frichs in Aarhus lieferte den Motor zu einem Preis von 19.800 Kronen.
Ab Juli 1924 wurde das Schiff ganzjährig im Fährbetrieb im Svendborgsund eingesetzt. Es löste die Hroar ab, die seit 1900 mit der Übernahme der Route Svendborg–Christiansminde–Hestehaven–Troense durch die SFDS die Strecke befuhr. Erster Kapitän war C. A. Christensen und Maschinist war A. Henriksen.
1914 wurden die Anlegestellen Røgeriet (deutsch Räucherei) in Maarodde und Grasten in die Strecke aufgenommen und mit der 1938 erfolgten Übernahme der „Eckmanns“-Route nach Blåby und Grasten befuhr nur noch die Helge die so genannte „Sundfart“. In Spitzenzeiten im Sommer halfen zeitweise die „Thorseng“, die „A.L.B.“, die „Agnete“ und die „Sundet“, um die vielen Reisenden an die verschiedenen Anlegestellen zu bringen.
Ein festangestellter Expediteur in Troense (vom 1. Februar 1900 bis 1933 P. N. Pedersen) übernahm bei jeder Fahrt die Post von der Helge und brachte sie zum dortigen Postamt.
Zwischenzeitlich war die Helge als Ablöserschiff mit Post und Reisenden von Svendborg nach Ærøskøbing und von Assens nach Bågø im Einsatz, wenn die regulär dort eingesetzten Schiffe zur Inspektion waren.
Während des Zweiten Weltkrieges war Christiansminde vom deutschen Militär besetzt. Daher begannen die Fahrten in Vindebyøre. Im Oktober 1954 wurde festgestellt, dass die Strecke nur defizitär zu betreiben ist. Ursache war, dass die Bewohner von Grasten, Blåby und Troense den Linienbus bevorzugten.
Deshalb fuhr die Helge ab 1955 nur noch von Pfingsten bis September.
1991 übernahm die DSB Rederi A/S in Kopenhagen (Scandlines Sydfynske) am 21. Juli die Fährroute und das Schiff. Seit Mitte der 1980er Jahre befördert das Schiff ausschließlich Touristen.
Die Helge sowie die Fährstrecke sind seit 30. Dezember 2005 im Besitz der Stadt Svendborg.

## Aktuelle Strecke
Die Route des Schiffes führt vom Hafen in Svendborg nach Vindebyøre auf der Insel Tåsinge, danach wieder zurück nach Fünen zum Anleger Christiansminde am östlichen Stadtrand von Svendborg. Von hier geht die Fahrt nach Süden durch den Thurø Sund nach Troense. Bei einem Abstecher nach Osten in Richtung Thurø wird Grasten angelaufen. Die letzte Station ist am Valdemars Slot auf Tåsinge, von dort fährt das Schiff die gleiche Strecke zurück nach Svendborg. Die Fahrzeit für die gesamte Rundfahrt beträgt 110 Minuten.